# あげ天!!
『あげ天!!』（あげてん）は、2007年4月から2008年3月26日（25日深夜）までKBCラジオ（九州朝日放送）で放送されていたラジオ番組。放送時間は毎週水曜 0時05分 - 0時30分（火曜深夜、日本標準時）。パーソナリティは、共にアツコプロダクション（現・エスプリード）の所属タレントである佐々木舞と井上のどかが務めていた。